# 한국가구박물관
한국가구박물관은 한국 전통 목가구를 수집, 보존, 전시하는 특수 전문 박물관으로 한국 전통 주생활과 전통 실내 장식을 한국가구와 함께 쉽게 알 수 있도록 특성을 살리고 있다. 특히 서울 중심 광화문에서 10분 거리의 성북동에 위치하여 민속촌에 가기힘든 외국인이 한국 주생활 전통을 피부로 느끼고 갈 수 있는 생활사 공간이다. 불특정 다수의 공간이 아니라 각 개인의 특징적인 수집으로 특성을 살린 인간적인 전시 분류방법을 도입, 한국전통가구를 종류별(사랑방, 안방, 부엌 등), 재료별(먹감나무, 은행나무, 대나무, 소나무, 종이등) 지역별(각 지방 특성순)로 분류 전시하고 있다. 한국가구박물관의 관람은 사전 예약제로 운영된다.

## 해외 명사들의 방문
시진핑 중국 국가 주석, 유명한 미국 헐리우드 영화 배우 브래드 피트, 유명한 미국 여성 기업가 마사 스튜어트, 유명한 영국 축구 선수 데이비드 베컴의 아내이자 유명한 영국 걸 그룹 스파이스 걸스의 멤버 빅토리아 베컴 등이 방문했고, CNN이 2011년 '서울에서 가장 아름다운 박물관이며, 놀랍도록 감탄스럽다'라고 보도했던 명소이다. 2010년 11월에는 주요 20개국 정상의 영부인 오찬, 2016년 3월에는 130년 만의 한·불 전략대화가 열린 장소이다.

## 200년만의 성락원 개방
성락원(城樂園)은 성락원의 첫 장주 심상응(沈相應)의 5대손 제남기업 심상준(沈相俊) 회장이 1950년 4월 손수 매입해 보존해왔고, 1991년 심상준 회장이 작고하자, 심상준 회장의 며느리 정미숙(鄭美淑) 한국가구박물관 관장과 남편 심철(沈哲)이 관리해왔다.
심상준 회장의 며느리 정미숙 한국가구박물관 관장은 외무부 장관과 8선 국회의원을 지낸 정일형 (鄭一亨)과 여성 최초 변호사 이태영 (李兌榮)의 딸이다.
그 동안 성락원은 학술단체 방문이나 특별한 개방행사가 아니면 한국가구박물관에 연락해야만 들어갈 수 있는 베일에 싸인 비밀의 정원이었다.
2019년 4월 23일 성락원은 서울에 남은 한국 전통정원의 가치를 알린다는 이유로 복원화 사업이 완료되기에 앞서 시민들에게 개방하게 됐다.
성락원 관람은 한국가구박물관에 사전 예약해야 하며, 관람료는 1만원이다.

## 한국가구박물관 관람 안내
- 주소 : 서울 성북구 성북동 330-577
- 입장료 : 1인 2만원
- 사전예약제

## 같이 보기
- 대한민국의 박물관과 미술관 목록